# Pampa
Pampy (z kečuánštiny pampa, což znamená „rovina“) jsou úrodné jihoamerické nížinaté travnaté pláně o rozloze více než 1 200 000 km². Zahrnují argentinské provincie Buenos Aires, La Pampa, Santa Fe, Entre Ríos a Córdoba, celou Uruguay a nejjižnější brazilský stát Rio Grande do Sul. Tyto rozsáhlé pláně jsou přirozeným regionem přerušeným pouze horami Ventana a Tandil poblíž měst Bahía Blanca a Tandil. Podnebí je zde mírné, se srážkami od 600 do 1200 mm, které jsou víceméně rovnoměrně rozložených přes celý rok, , což činí půdu vhodnou pro zemědělství. Z půd převažují černozemě.

## Topografie
Tato oblast má obecně nízkou nadmořskou výšku, jejíž nejvyšší úrovně nepřesahují 600 metrů nad mořem. Pobřežní oblasti a většina provincie Buenos Aires jsou převážně rovinaté (s některými mokřady) a ve vnitrozemí (hlavně v jižní části brazilského státu Rio Grande do Sul a v Uruguayi) se vyskytují nízké pahorkatiny (jako Serras de Sudeste v Brazílii a Cuchilla Grande v Uruguayi). Nízké kopce pokryté travnatými plochami se portugalsky nazývají coxilhas (portugalská výslovnost: [ko'ʃiʎɐs]) a španělsky cuchillas (španělská výslovnost: [ku'tʃiʃɐs]) a je to nejtypičtější krajina venkovských oblastí v severních částech pamp. Nejvyšší nadmořské výšky v oblasti pamp se nacházejí v pohoří Sierra de la Ventana v jižní části provincie Buenos Aires, a to 1239 m n. m. na vrcholu Cerro Tres Picos.